# Werner Zaske
Werner Eduard Zaske (* 28. Februar 1961 in Wadgassen) ist ein ehemaliger deutscher Leichtathlet, der im Sprint aktiv war.

## Karriere
Werner Zaske begann beim TV Schaffhausen und war von 1976 bis 1980 beim SV Saar 05 Saarbrücken. Ab 1981 startete er für den TV Wattenscheid 01.
Zaske gewann bei den Deutschen Meisterschaften 1978 in Köln über 100 Meter, wurde 1979 Zweiter hinter Fritz Heer und 1980 Zweiter hinter Christian Haas. Mit der 4-mal-100-Meter-Staffel siegte er von 1985 bis 1987 dreimal, wobei auf den ersten drei Positionen jeweils Werner Bastians, Werner Zaske und Fritz Herr liefen, nur der Schlussläufer wechselte von Jahr zu Jahr.
Von 1987 bis 1988 trat Werner Zaske bei elf Meisterschaften und Länderkämpfen im Nationaltrikot an. 1980 war er Mitglied des fiktiven Aufgebots für die Olympischen Spiele in Moskau, das wegen des Olympiaboykotts nicht antreten durfte.
Seinen größten internationalen Erfolg feierte Zaske bei den Junioreneuropameisterschaften 1979 in Bydgoszcz, wo er im 100-Meter-Lauf Zweiter wurde und mit der 4-mal-100-Meter-Staffel gewann. Bei der Universiade 1985 erreichte er zwar mit der Staffel den Endlauf, aber die Staffel erreichte im Endlauf nicht das Ziel. Ein Jahr später bei den Europameisterschaften in Stuttgart schied die Staffel bereits im Vorlauf nach einem Stabverlust aus.

## Bestleistungen
- 100 Meter: 10,35 Sekunden, 2. August 1985 in Stuttgart
- 200 Meter: 20,98 Sekunden, 4. August 1985 in Stuttgart